# Burgau (Stiermarken)
Burgau is een gemeente in de Oostenrijkse deelstaat Stiermarken, gelegen in het district Fürstenfeld. De gemeente heeft ongeveer 1000 inwoners.

## Geografie
Burgau heeft een oppervlakte van 19,99 km². De gemeente ligt in het oosten van Oostenrijk, in het oosten van de deelstaat Stiermarken. De gemeente ligt dicht bij de grens met de deelstaat deelstaat Burgenland.

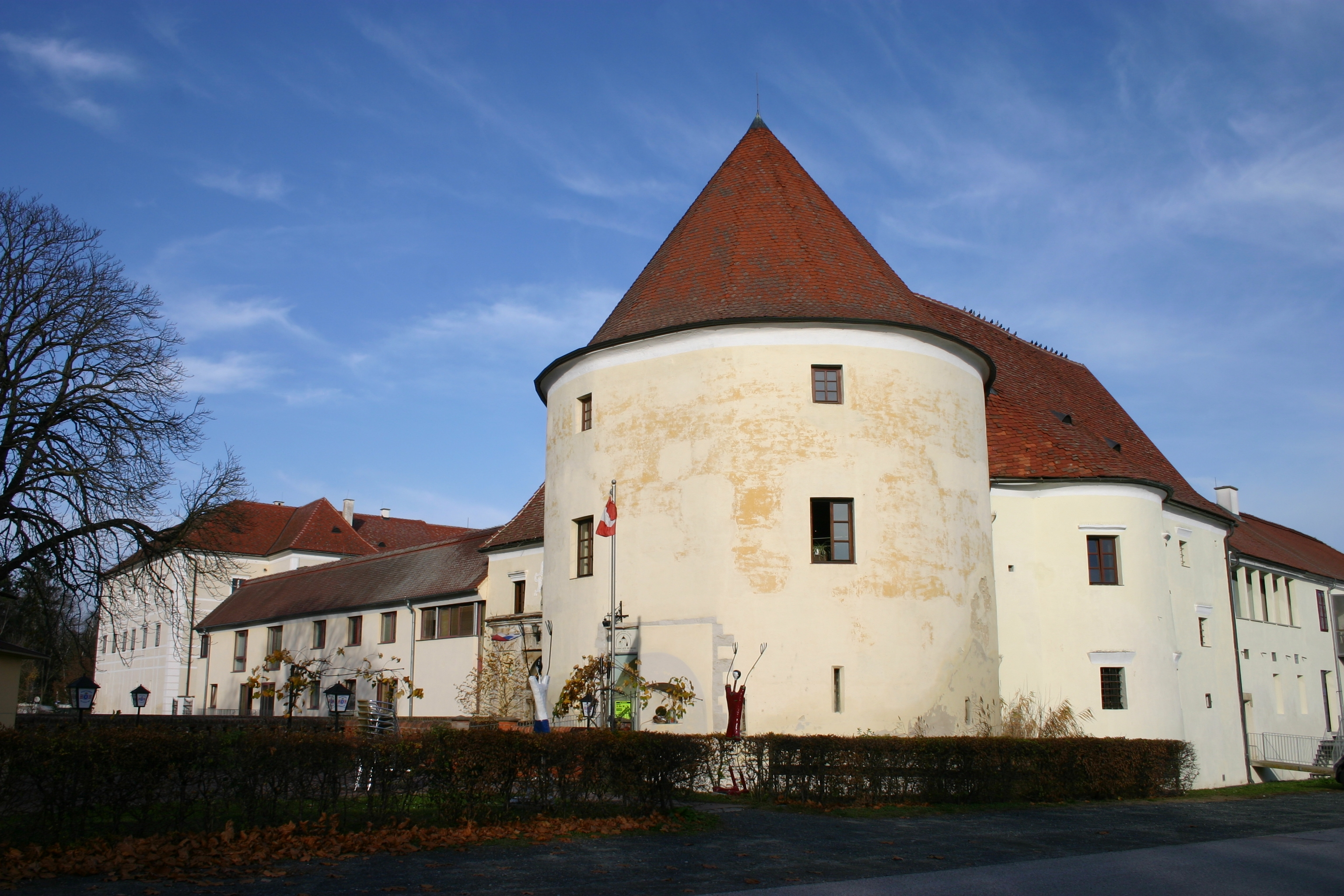
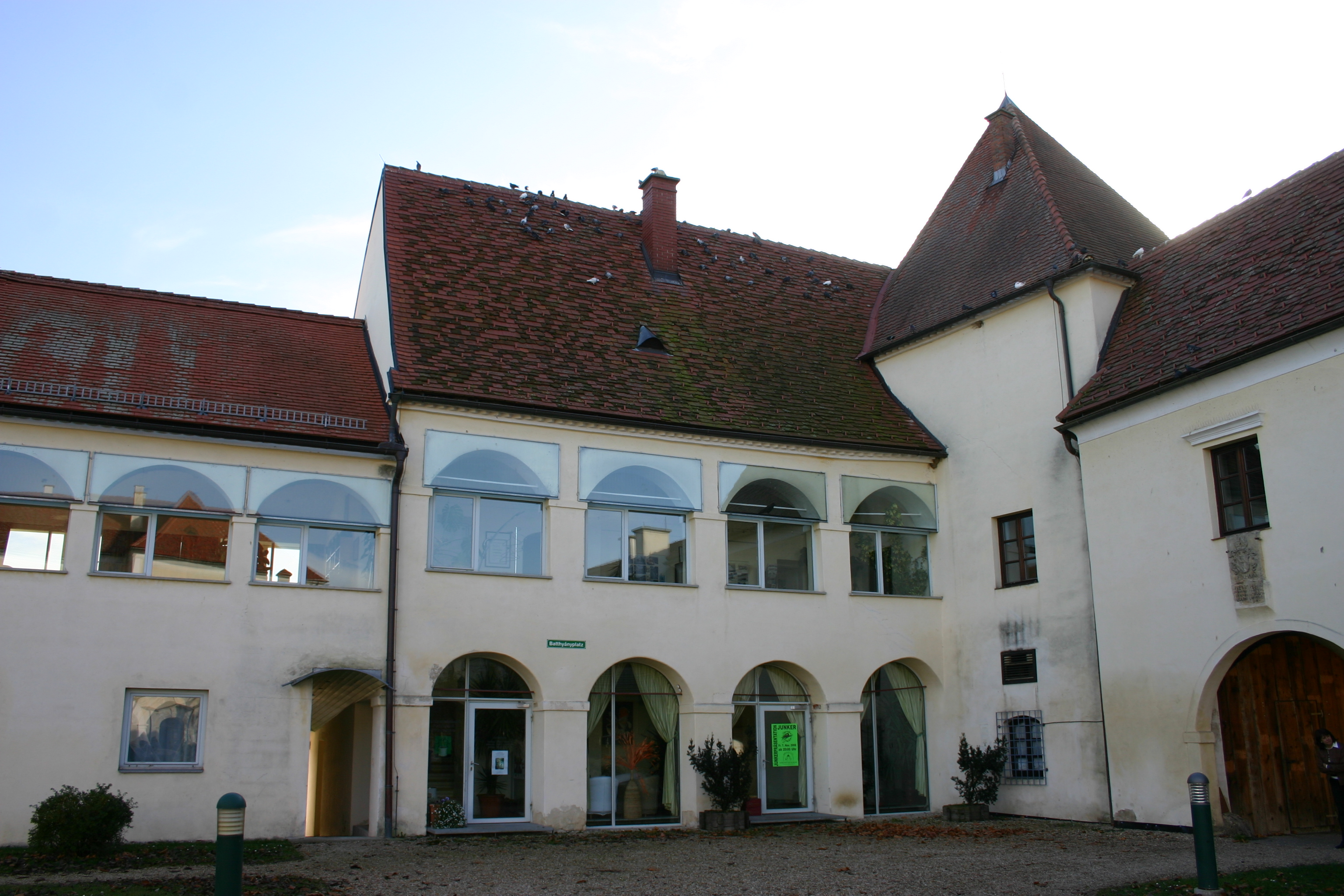
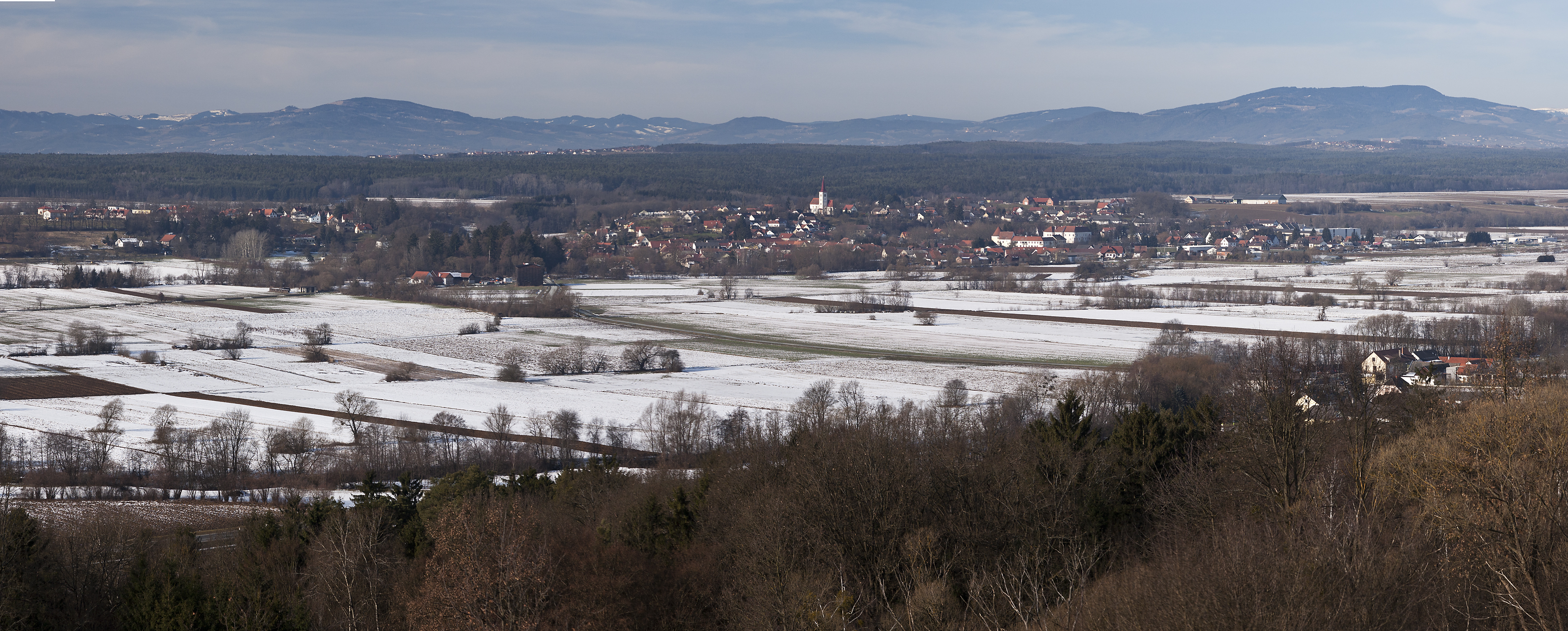
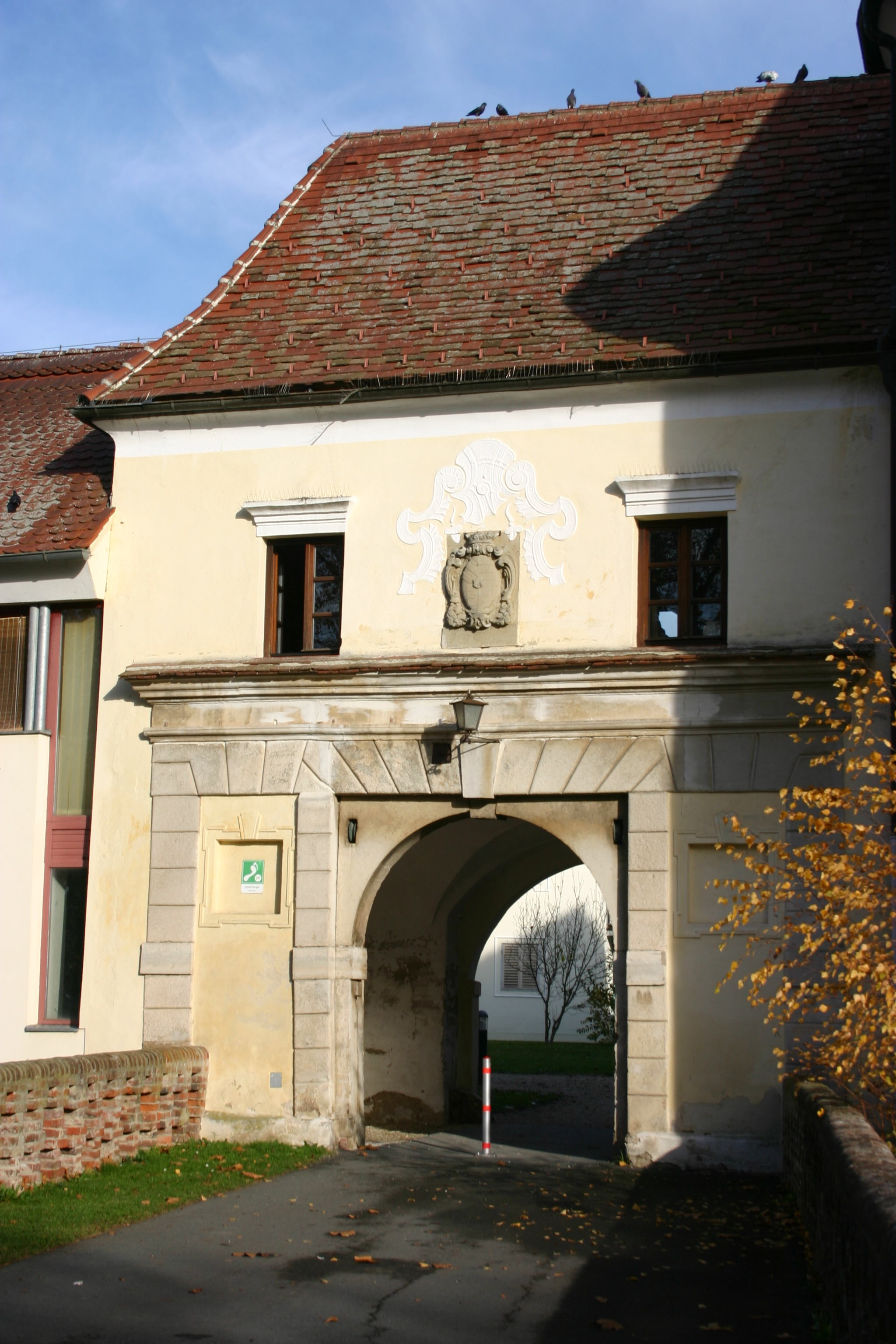
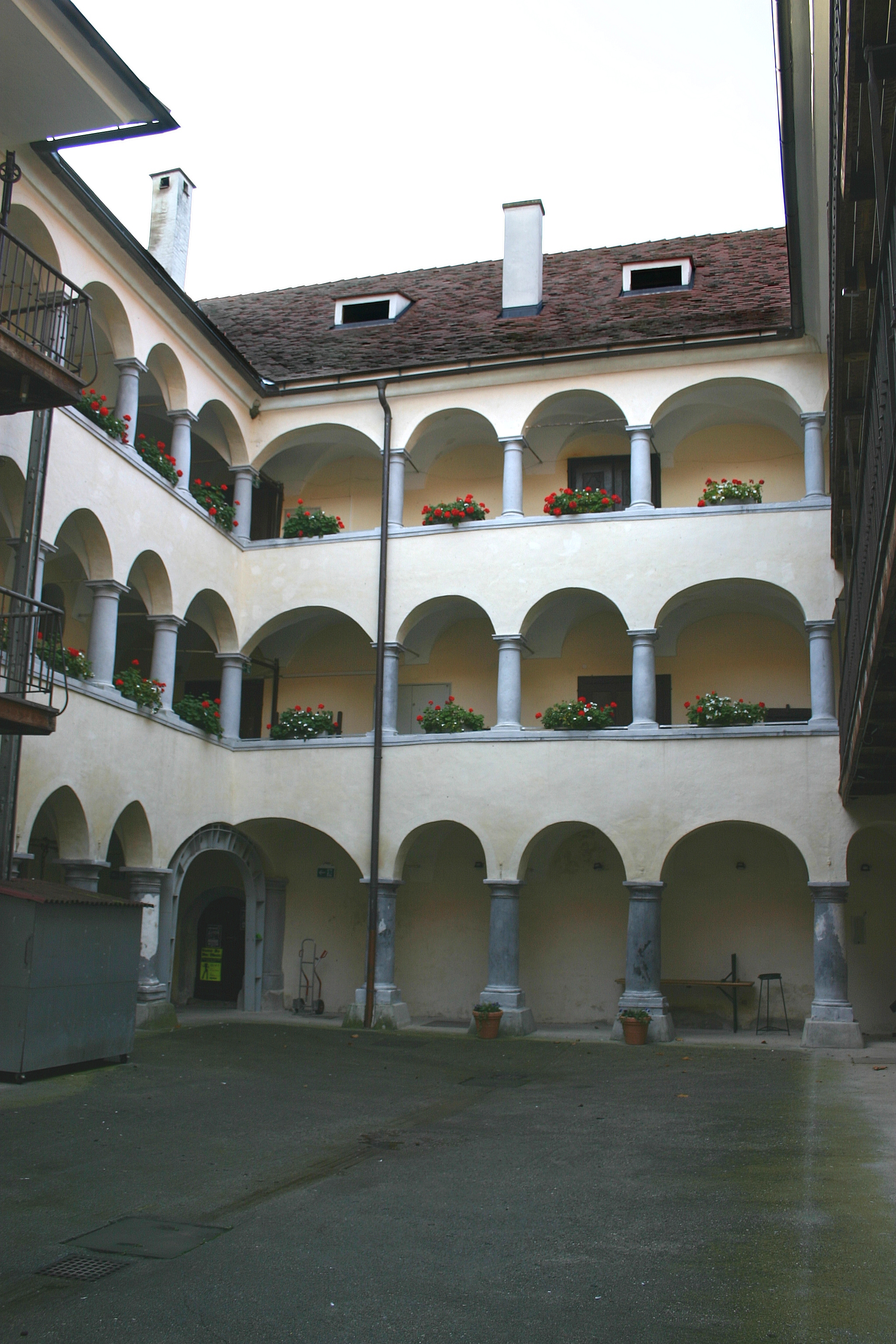
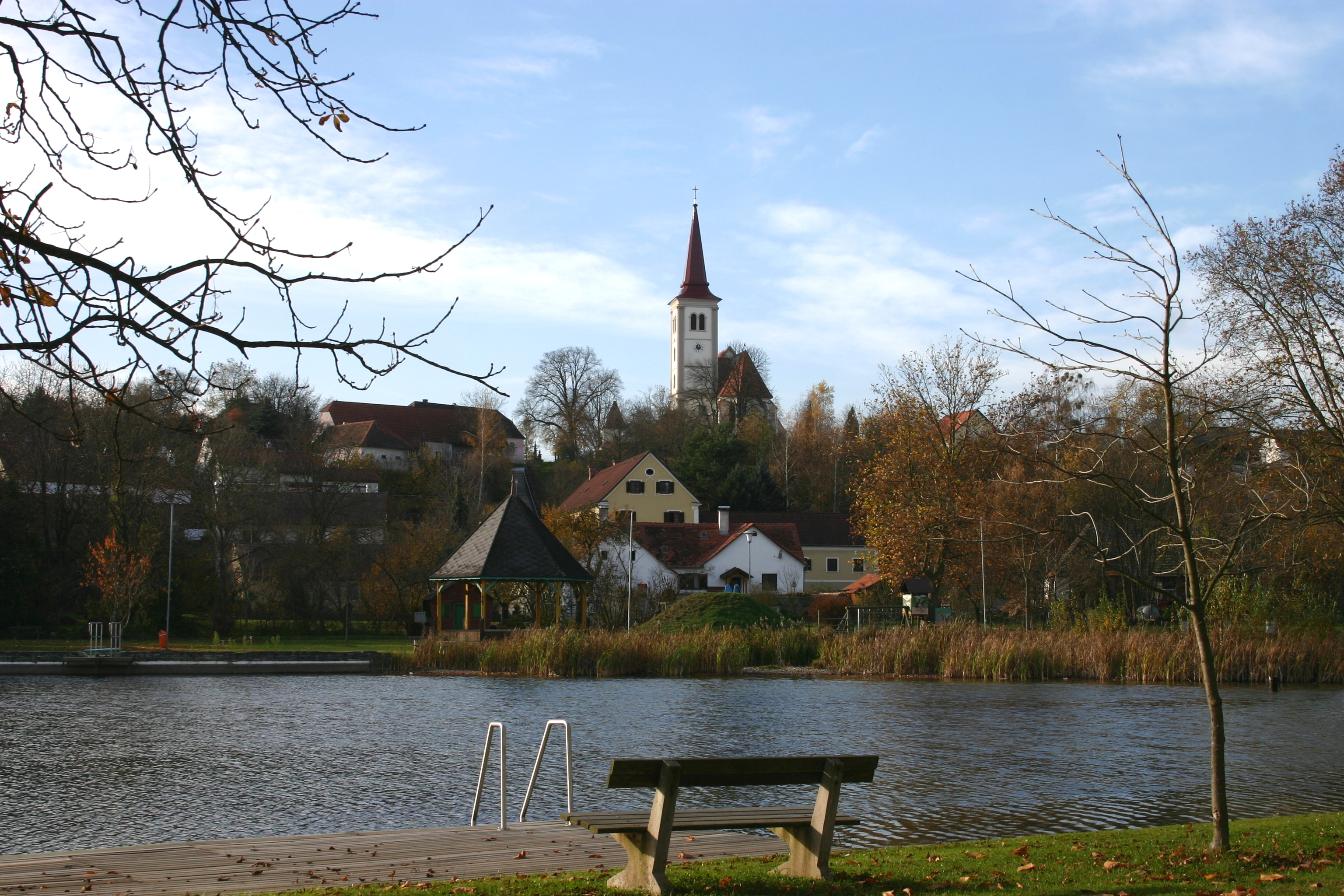
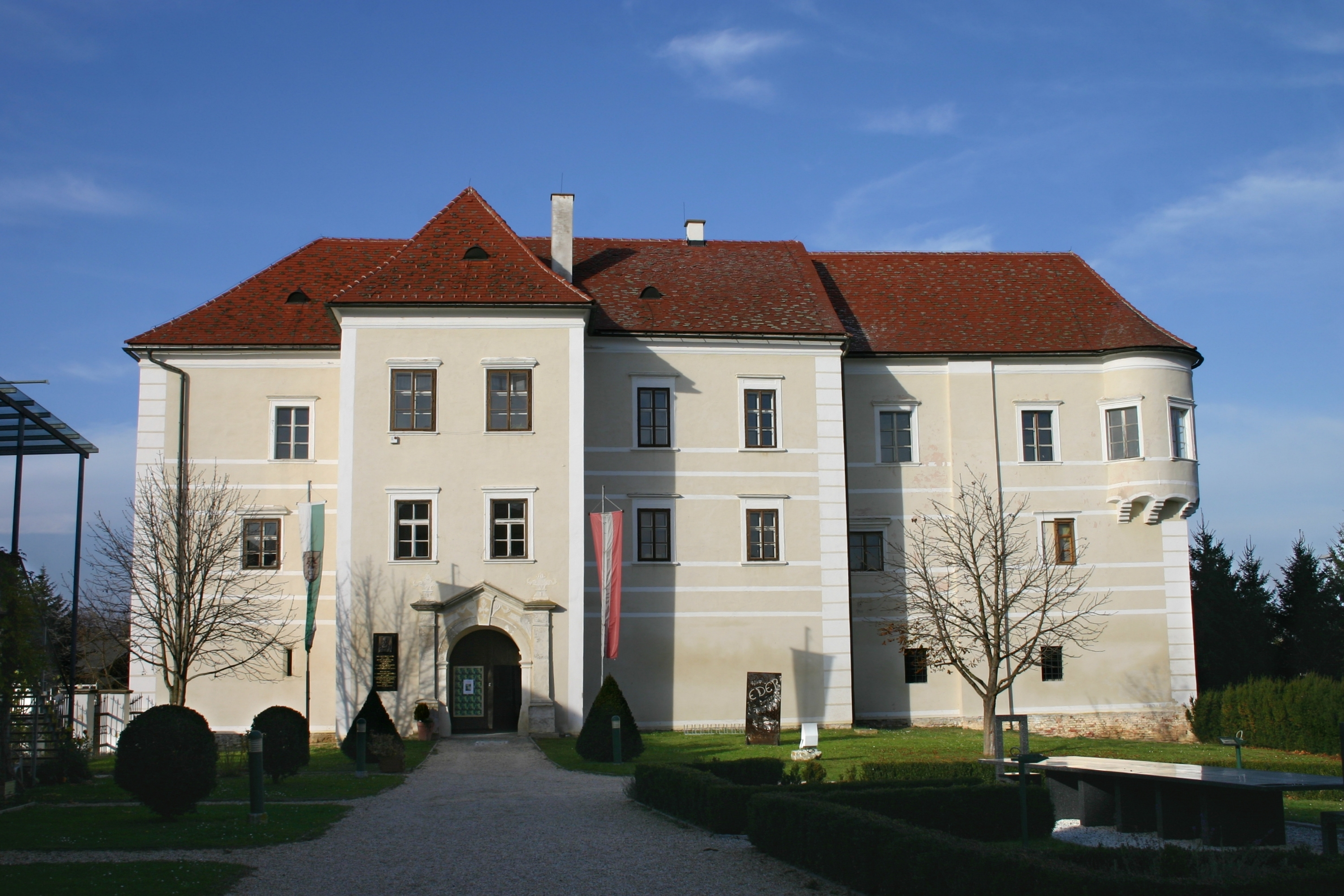

Bad Blumau · Bad Loipersdorf ·Bad Waltersdorf · Buch-St. Magdalena · Burgau · Dechantskirchen · Ebersdorf · Feistritztal · Friedberg · Fürstenfeld · Grafendorf bei Hartberg · Greinbach · Großsteinbach · Großwilfersdorf · Hartberg · Hartberg Umgebung · Hartl · Ilz · Kaindorf · Lafnitz ·  Neudau · Ottendorf an der Rittschein · Pinggau · Pöllau · Pöllauberg · Rohr bei Hartberg · Rohrbach an der Lafnitz · Sankt Jakob im Walde · Sankt Johann in der Haide · Sankt Lorenzen am Wechsel · Schäffern · Söchau · Stubenberg · Vorau · Waldbach · Wenigzell-Mönichwald